# مرتضی قلي كندي
مرتضی قلي كندي (بالفارسية: مرتضی‌قلی‌کندی) هي منطقة سكنية تقع في Charuymaq-e Jonubesharqi Rural District في إيران. يقدر عدد سكانها بـ 56 نسمة .